# Musée de Sarawak
Le musée de Sarawak est le musée de Bornéo le plus ancien. Ouvert en 1891 à Kuching dans le Sarawak, l'établissement a été financé par le rajah blanc Charles Brooke et par Alfred Russel Wallace. Ce muséum est divisé en plusieurs sections au sujet divers : industrie pétrolière, textile, archéologie, etc. Le musée détient deux dépouilles de chat bai, dont celle de la femelle capturée en 1992.

## Le Sarawak Museum Journal Kuching
Revue du musée, créée dès 1911, et qui traite des questions d'ethnologie, d'histoire, d'archéologie et de folklore qui touche le Sarawak. Elle est parfois simplifiée en l'acronyme SMJK.